# Yiguandao

Symbol yiguandao

Yiguandao (chiń. 一貫道; pinyin Yīguàndào; dosł. „Jedna i Niezmienna Droga”) lub Tiandao (chiń. 天道; pinyin Tiāndào; dosł. „Boska Droga”) – wywodzący się z Chin synkretyczny nowy ruch religijny, stanowiący obecnie trzecie co do wielkości wyznanie na Tajwanie. Pomimo silnego zakorzenienia w kulturze chińskiej, aspiruje do miana religii uniwersalnej.

## Historia

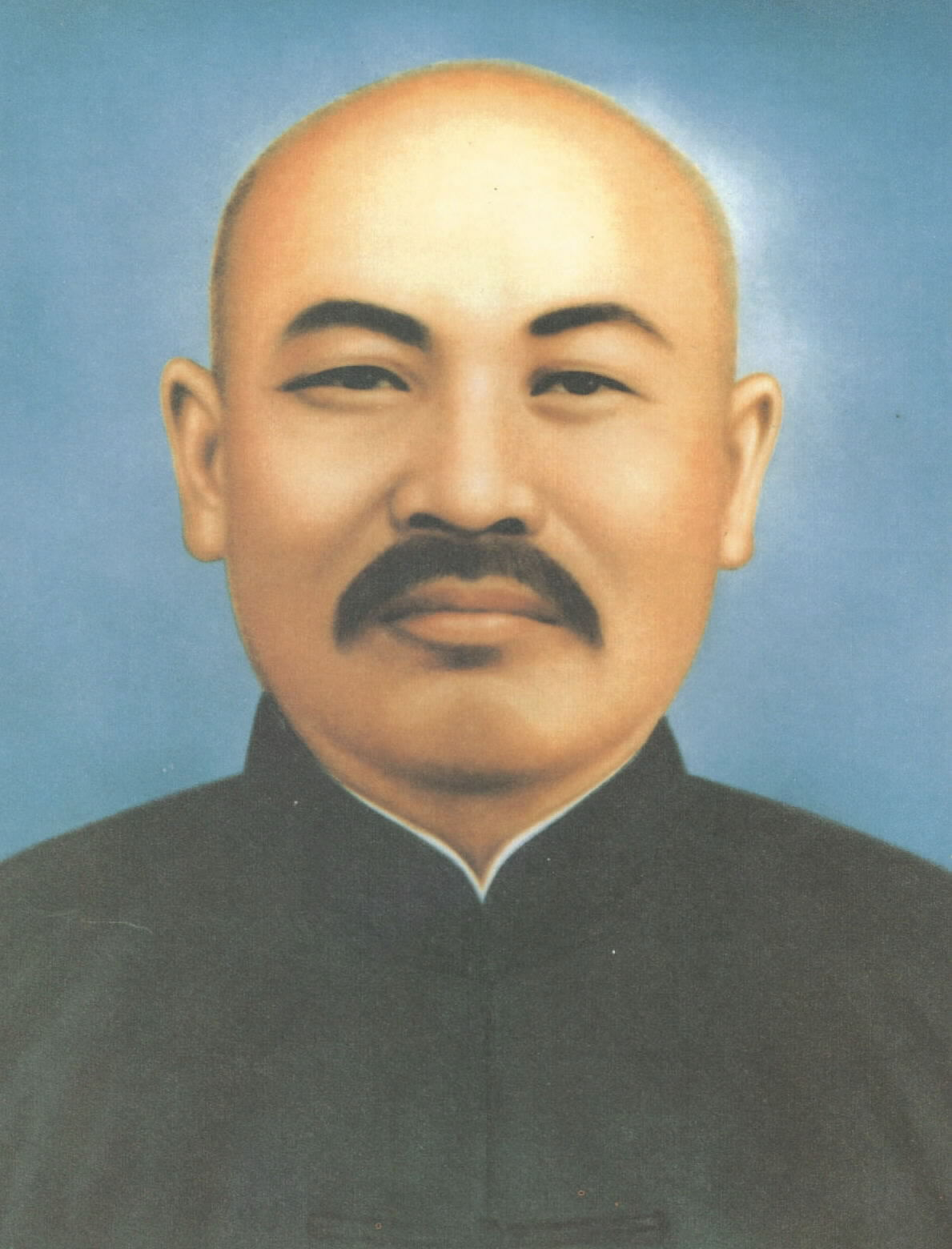
Zhang Tianran

Religia została założona na początku lat 30. XX wieku w chińskiej prowincji Szantung przez Zhang Tianrana (1889-1947) na bazie istniejących niewielkich, zamkniętych sekt taoistycznych. Zhang zjednoczył je i nastawił na działalność stricte prozelityczną, znosząc restrykcyjne praktyki takie jak obowiązkowy wegetarianizm i celibat, a także dokonując ujednolicenia obrzędów. W przeciągu kilkunastu lat ruch szybko się rozwinął, w czasie wojny chińsko-japońskiej (1937-1945) zapewniając sobie swobodę działalności dzięki kolaboracji z marionetkowym rządem Wang Jingweia, a po jej zakończeniu przechodząc do ścisłej współpracy z Kuomintangiem. Po dojściu do władzy komunistów w 1949 roku na yiguandao jako współpracowników dawnego reżimu spadły prześladowania; wielu wyznawców uciekło na Tajwan, a sama religia została w Chinach kontynentalnych wytępiona. 
Po 1949 roku yiguandao odrodziło się na Tajwanie, pomimo początkowych prześladowań ze strony rządzącego Kuomintangu. Organizacja zdobyła sobie szereg wyznawców, wielu z nich wywodziło się ze środowisk biznesowych i stało się twarzami tajwańskiego boomu gospodarczego lat 60. i 70. W latach 80. yiguandao rozszerzyło swoją działalność na południowo-wschodnią Azję, Europę i Amerykę, pod koniec XX wieku powstały także pierwsze nowe wspólnoty w Chinach kontynentalnych.
Wspólnota yiguandao charakteryzuje się daleko posuniętą decentralizacją, co utrudnia ustalenie dokładnych statystyk. Oficjalnie istnieje 8 głównych grup tej religii, wiele wspólnot jest jednak całkowicie autonomicznych. Szacunki mówią o 6-7 milionach nawróconych na yiguandao, w tym ponad 2 milionach biorących regularny udział w obrzędach. Wspólnota prowadzi szeroką działalność charytatywną, posiada kilkanaście szpitali, klinik medycznych i szkół pielęgniarskich.

## Wierzenia

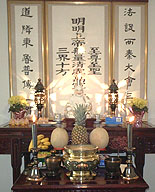
Ołtarz yiguandao

Nowi wyznawcy religii przechodzą proces tajnych inicjacji, w trakcie których przekazywana im jest niebiańska nauka (dao). Inicjowany zostaje wyrwany z kołowrotu reinkarnacji i po śmierci pójdzie wprost do Nieba. Yiguandao posiada rozbudowany panteon, za najważniejsze bóstwo uznawana jest jednak bogini Wusheng Laomu (無生老母), miłosierna matka wszechrzeczy. Zgodnie z nauczaniem yiguandao, wszystkie główne religie: buddyzm, konfucjanizm, taoizm, chrześcijaństwo i islam podążają jedną uniwersalną drogą, a Wusheng Laomu odbiera w nich cześć pod postacią Buddy, Allaha, Boga Ojca etc. Wierni oczekują nadejścia posłanego przez nią Buddy Maitreji, który przyniesie światu powszechne zbawienie.
Podstawową praktyką religijną yiguandao jest nabożeństwo odprawianie przez odzianego w ceremonialne szaty kapłana i jego dwóch pomocników przed specjalnym ołtarzem, na którym znajdują się posągi bogów oraz zazwyczaj zdjęcie Zhanga Tianrana. Poza modlitwami i złożeniem ofiary pali się w jego trakcie kadzidła i wykonuje rytualne pokłony. Wyznawcy spotykają się także na wspólnym studiowaniu świętych pism i posiłkach (zazwyczaj wegetariańskich). Zalecana jest całkowita abstynencja od alkoholu.